# Mansour Bahrami
Mansour Bahrami (tiếng Ba Tư: منصور بهرامی; sinh ngày 26 tháng 4 năm 1956) là một cựu vận động viên quần vợt chuyên nghiệp. Ông là người Iran với quốc tịch Pháp kể từ năm 1989. Trong khi chỉ thành công bình thường ở cấp ATP Tour, cách chơi của ông đã giúp ông trở thành một tay vợt đánh lâu nhất còn đánh và nổi tiếng với những trò đùa hài hước ở các giải đấu khách mời.

## Chung kết Tour chính

### Đôi: 12 (2-10)
| Chú thích                |
| Grand Slam (0-1)         |
| Tennis Masters Cup (0-0) |
| ATP Masters Series (0-2) |
| ATP Tour (2-7)           |

| Kết quả | Số  | Ngày | Giải đấu            | Mặt sân  | Đồng đội               | Đối thủ trong trận chung kết          | Tỉ số                   |
| ------- | --- | ---- | ------------------- | -------- | ---------------------- | ------------------------------------- | ----------------------- |
| Á quân  | 1.  | 1986 | ATP Bordeaux        | Đất nện  | Ronald Agénor          | Jordi Arrese David de Miguel-Lapiedra | 5–7, 4–6                |
| Á quân  | 2.  | 1986 | MercedesCup         | Đất nện  | Diego Pérez            | Hans Gildemeister Andrés Gómez        | 4–6, 3–6                |
| Á quân  | 3.  | 1986 | Paris Masters       | Thảm     | Diego Pérez            | Peter Fleming John McEnroe            | 3–6, 2–6                |
| Á quân  | 4.  | 1987 | Monte-Carlo Masters | Đất nện  | Michael Mortensen      | Hans Gildemeister Andrés Gómez        | 2–6, 4–6                |
| Á quân  | 5.  | 1987 | Geneva Open         | Đất nện  | Diego Pérez            | Ricardo Acioly Luiz Mattar            | 6–3, 4–6, 2–6           |
| Vô địch | 1.  | 1988 | Geneva Open         | Đất nện  | Tomáš Šmíd             | Gustavo Luza Guillermo Pérez Roldán   | 6-4 6-3                 |
| Á quân  | 6.  | 1988 | Toulouse Grand Prix | Cứng (i) | Guy Forget             | Tom Nijssen Ricki Osterthun           | 3–6, 4–6                |
| Á quân  | 7.  | 1989 | Pháp Mở rộng        | Đất nện  | Éric Winogradsky       | Jim Grabb Patrick McEnroe             | 4–6, 6–2, 4–6, 6–7(7–5) |
| Á quân  | 8.  | 1989 | Geneva Open         | Đất nện  | Guillermo Pérez Roldán | Andrés Gómez Alberto Mancini          | 3–6, 5–7                |
| Vô địch | 2.  | 1989 | Toulouse Grand Prix | Cứng (i) | Éric Winogradsky       | Todd Nelson Roger Smith               | 6-2 7-6                 |
| Á quân  | 9.  | 1990 | ATP Bordeaux        | Đất nện  | Yannick Noah           | Tomás Carbonell Libor Pimek           | 3–6, 7–6, 2-6           |
| Á quân  | 10. | 1991 | Copenhagen Open     | Thảm     | Andrei Olhovskiy       | Todd Woodbridge Mark Woodforde        | 3–6, 1–6                |

## Chung kết Challenger

### Đôi: 5 (3-2)
| Kết quả | Số | Ngày | Giải đấu               | Mặt sân | Đồng đội          | Đối thủ trong trận chung kết           | Tỉ số    |
| ------- | -- | ---- | ---------------------- | ------- | ----------------- | -------------------------------------- | -------- |
| Á quân  | 1. | 1986 | Chartres, Pháp         | Đất nện | Éric Winogradsky  | Javier Frana Gustavo Guerrero          | 2–6, 4–6 |
| Vô địch | 1. | 1986 | Neu-Ulm, Tây Đức       | Đất nện | Jaroslav Navrátil | Menno Oosting Huub van Boeckel         | 7-5, 6-1 |
| Vô địch | 2. | 1987 | Clermont-Ferrand, Pháp | Đất nện | Claudio Mezzadri  | Christophe Lesage Jean-Marc Piacentile | 6-3, 7-5 |
| Á quân  | 2. | 1987 | Neu-Ulm, Tây Đức       | Đất nện | Michael Mortensen | Jaromir Becka Udo Riglewski            | WEA      |
| Vô địch | 3. | 1990 | Dijon, Pháp            | Thảm    | Rodolphe Gilbert  | Jan Apell Peter Nyborg                 | 7-5, 6-2 |